# 拉季奇 (埃米利奇涅區)
50°41′22″N 27°43′26″E / 50.68944°N 27.72389°E
拉季奇（烏克蘭語：Радичі），是烏克蘭北部的村莊，隸屬日托米爾州的茲維亞赫爾區。該村面積0.62平方公里，海拔高度202米，2001年人口197，人口密度每平方公里318.77人。